# Fins voetbalelftal in 1985
Het Fins voetbalelftal speelde in totaal tien interlands in het jaar 1985, waaronder vier wedstrijden in de kwalificatiereeks voor de WK-eindronde 1986 in Mexico. De nationale selectie stond voor het vierde opeenvolgende jaar onder leiding van bondscoach Martti Kuusela, de opvolger in de in 1981 afgezwaaide Esko Malm. Twee spelers kwamen in alle tien duels in actie voor hun vaderland, van de eerste tot en met de laatste minuut: Leo Houtsonen en Hannu Turunen.

## Balans
| Wedstrijden | Wedstrijden | Wedstrijden | Wedstrijden | Doelpunten | Doelpunten | Doelpunten | Punten |
| Gespeeld    | Winst       | Gelijk      | Verlies     | Voor       | Tegen      | Saldo      | Punten |
| ----------- | ----------- | ----------- | ----------- | ---------- | ---------- | ---------- | ------ |
| 10          | 1           | 2           | 7           | 8          | 18         | –10        | 0.400  |

## Interlands
|                                                       |                                                                 |       |                  |                                                                                                  |
| 23 januari Vriendschappelijk № 420 «onderlinge duels» | Spanje                                                          | 3 – 1 | Finland          | Estadio José Rico Pérez, Alicante Toeschouwers: 26.000 Scheidsrechter: Alphonse Constantin (BEL) |
| 23 januari Vriendschappelijk № 420 «onderlinge duels» | Hipólito Rincón 22' Emilio Butragueño 30' Emilio Butragueño 44' |       | 6' Mika Lipponen | Estadio José Rico Pérez, Alicante Toeschouwers: 26.000 Scheidsrechter: Alphonse Constantin (BEL) |

|                                                       |                                            |       |         |                                                                                           |
| 8 februari Vriendschappelijk № 421 «onderlinge duels» | Chili                                      | 2 – 0 | Finland | Estadio Sausalito, Viña del Mar Toeschouwers: 8.220 Scheidsrechter: Guillermo Budge (CHI) |
| 8 februari Vriendschappelijk № 421 «onderlinge duels» | Juan Carlos Letelier 30' Jorge Aravena 60' |       |         | Estadio Sausalito, Viña del Mar Toeschouwers: 8.220 Scheidsrechter: Guillermo Budge (CHI) |

|                                                        |                                     |       |                |                                                                                         |
| 14 februari Vriendschappelijk № 422 «onderlinge duels» | Uruguay                             | 2 – 1 | Finland        | Estadio Centenario, Montevideo Toeschouwers: 29.735 Scheidsrechter: Ramón Barreto (URU) |
| 14 februari Vriendschappelijk № 422 «onderlinge duels» | Carlos Aguilera 30' Amaro Nadal 35' |       | 12' Ari Valvee | Estadio Centenario, Montevideo Toeschouwers: 29.735 Scheidsrechter: Ramón Barreto (URU) |

|                                                        |                                                           |       |                    |                                                                                   |
| 17 februari Vriendschappelijk № 423 «onderlinge duels» | Ecuador                                                   | 3 – 1 | Finland            | Estadio Bellavista, Ambato Toeschouwers: 12.000 Scheidsrechter: Jorge Ortíz (ECU) |
| 17 februari Vriendschappelijk № 423 «onderlinge duels» | Fabian Pazymiño 11' Hermen Benítez 33' Hermen Benítez 85' |       | 89' Jyrki Nieminen | Estadio Bellavista, Ambato Toeschouwers: 12.000 Scheidsrechter: Jorge Ortíz (ECU) |

|                                                        |                                          |       |                 | |
| 26 februari Vriendschappelijk № 424 «onderlinge duels» | Mexico                                   | 2 – 1 | Finland         | Estadio Unidad Deportiva Renacimiento, Acapulco Toeschouwers: 12.000 Scheidsrechter: Enrique Mendoza (MEX) |
| 26 februari Vriendschappelijk № 424 «onderlinge duels» | Carlos Hermosillo 10' Gonzalo Farfán 72' |       | 50' Esa Pekonen | Estadio Unidad Deportiva Renacimiento, Acapulco Toeschouwers: 12.000 Scheidsrechter: Enrique Mendoza (MEX) |

|                                                     |                                        |       |                  |                                                                                    |
| 17 april Vriendschappelijk № 425 «onderlinge duels» | Polen                                  | 2 – 1 | Finland          | Stadion Odry Opole, Opole Toeschouwers: 12.500 Scheidsrechter: László Kovács (HUN) |
| 17 april Vriendschappelijk № 425 «onderlinge duels» | Władysław Żmuda 71' Andrzej Pałasz 81' |       | 57' Kari Ukkonen | Stadion Odry Opole, Opole Toeschouwers: 12.500 Scheidsrechter: László Kovács (HUN) |

|                                                 |                  |       |                  |                                                                                        |
| 22 mei WK-kwalificatie № 426 «onderlinge duels» | Finland          | 1 – 1 | Engeland         | Olympiastadion, Helsinki Toeschouwers: 30.311 Scheidsrechter: Siegfried Kirschen (GDR) |
| 22 mei WK-kwalificatie № 426 «onderlinge duels» | Jari Rantanen 5' |       | 50' Mark Hateley | Olympiastadion, Helsinki Toeschouwers: 30.311 Scheidsrechter: Siegfried Kirschen (GDR) |

|                                                 |                   |       |                  |                                                                                           |
| 6 juni WK-kwalificatie № 427 «onderlinge duels» | Finland           | 1 – 1 | Roemenië         | Olympiastadion, Helsinki Toeschouwers: 30.311 Scheidsrechter: Marcel Van Langenhove (BEL) |
| 6 juni WK-kwalificatie № 427 «onderlinge duels» | Mika Lipponen 26' |       | 7' Gheorghe Hagi | Olympiastadion, Helsinki Toeschouwers: 30.311 Scheidsrechter: Marcel Van Langenhove (BEL) |

|                                                      |                                   |       |         |                                                                                             |
| 28 augustus WK-kwalificatie № 428 «onderlinge duels» | Roemenië                          | 2 – 0 | Finland | Dan Păltinișanustadion, Timișoara Toeschouwers: 45.000 Scheidsrechter: Zoran Petrović (YUG) |
| 28 augustus WK-kwalificatie № 428 «onderlinge duels» | Gheorghe Hagi 6' Dorin Mateuț 57' |       |         | Dan Păltinișanustadion, Timișoara Toeschouwers: 45.000 Scheidsrechter: Zoran Petrović (YUG) |

|                                                       |                   |       |         |                                                                                |
| 25 september WK-kwalificatie № 429 «onderlinge duels» | Finland           | 1 – 0 | Turkije | Ratina Stadion, Tampere Toeschouwers: 5.616 Scheidsrechter: Rune Larsson (SWE) |
| 25 september WK-kwalificatie № 429 «onderlinge duels» | Jari Rantanen 37' |       |         | Ratina Stadion, Tampere Toeschouwers: 5.616 Scheidsrechter: Rune Larsson (SWE) |

## Statistieken
| Olli Huttunen    | 1960-08-04 | FC Haka             | 6  | 0 | 0 | 32 | 0 |
| Olli Isoaho      | 1956-03-02 | Västerås SK         | 2  | 0 | 0 | 19 | 0 |
| Kari Laukkanen   | 1963-12-14 | KuPS Kuopio         | 1  | 0 | 0 | 1  | 0 |
| Markku Palmroos  | 1960-08-27 | HJK Helsinki        | 1  | 0 | 0 | 3  | 0 |
| Verdediging      |            |                     |    |   |   |    |   |
| Hannu Turunen    | 1956-06-24 | KuPS Kuopio         | 10 | 0 | 0 |    |   |
| Pauno Kymäläinen | 1949-10-14 | TPS Turku           | 8  | 1 | 0 |    |   |
| Esa Pekonen      | 1961-11-04 | Kuusysi Lahti       | 6  | 1 | 1 |    |   |
| Aki Lahtinen     | 1958-10-31 | Kemin Pallo-Toverit | 4  | 0 | 0 |    |   |
| Jari Europaeus   | 1962-12-29 | Gefle IF            | 3  | 1 | 0 |    |   |
| Erkka Petäjä     | 1964-02-13 | Östers IF           | 1  | 4 | 0 |    |   |
| Arto Uimonen     | 1958-01-07 | Ilves Tampere       | 1  | 1 | 0 |    |   |
| Ilkka Remes      | 1963-07-29 | Kuusysi Lahti       | 0  | 3 | 0 |    |   |
| Middenveld       |            |                     |    |   |   |    |   |
| Leo Houtsonen    | 1958-10-25 | KuPS Kuopio         | 10 | 0 | 0 | 47 | 1 |
| Jyrki Nieminen   | 1951-03-30 | HJK Helsinki        | 9  | 0 | 1 |    |   |
| Jukka Ikäläinen  | 1957-05-14 | Kemin Pallo-Toverit | 9  | 0 | 0 |    |   |
| Kari Ukkonen     | 1961-12-19 | Cercle Brugge       | 6  | 0 | 1 |    |   |
| Jari Parikka     | 1961-09-08 | HJK Helsinki        | 4  | 1 | 0 |    |   |
| Kari Virtanen    | 1958-09-15 | AIK Solna           | 4  | 1 | 0 |    |   |
| Pasi Rautiainen  | 1961-07-18 | Arminia Bielefeld   | 4  | 0 | 0 |    |   |
| Markus Törnvall  | 1964-12-31 | Kuusysi Lahti       | 0  | 4 | 0 |    |   |
| Sixten Boström   | 1963-09-15 | BK Häcken           | 0  | 3 | 0 |    |   |
| Aanval           |            |                     |    |   |   |    |   |
| Ari Hjelm        | 1962-02-24 | Ilves Tampere       | 8  | 1 | 0 |    |   |
| Mika Lipponen    | 1964-05-09 | FC Twente           | 5  | 1 | 2 |    |   |
| Jari Rantanen    | 1961-12-31 | Beerschot VAC       | 5  | 0 | 2 | 9  | 3 |
| Ari Valvee       | 1960-12-01 | HJK Helsinki        | 2  | 1 | 1 | 29 | 7 |
| Risto Puustinen  | 1959-09-28 | HJK Helsinki        | 1  | 3 | 0 |    |   |

Finse voetbalbond · A-internationals · Bondscoaches · Statistieken · Fins vrouwenelftal · Olympisch elftal · Finland U21 · Finland U20 · Finland U19 · Finland U18 · Finland U17 · Finland U16
1911 – 1919 ·
1920 – 1929 ·
1930 – 1939 ·
1940 – 1949 ·
1950 – 1959 ·
1960 – 1969 ·
1970 – 1979 ·
1980 – 1989 ·
1990 – 1999 ·
2000 – 2009 ·
2010 – 2019 ·
2020 − 2029
EK 2020
OS 1912 ·
OS 1936 ·
OS 1952 ·
OS 1980
1911 · 
1912 · 
1913 · 
1914 · 
1915 · 1916 · 1917 · 1918 · 
1919 · 
1920 · 
1921 · 
1922 · 
1923 · 
1924 · 
1925 · 
1926 · 
1927 · 
1928 · 
1929 · 
1930 · 
1931 · 
1932 · 
1933 · 
1934 · 
1935 · 
1936 · 
1937 · 
1938 · 
1939 · 
1940 · 
1941 · 
1942 · 
1943 · 
1944 · 
1945 · 
1946 · 
1947 · 
1948 · 
1949 · 
1950 · 
1952 · 
1952 · 
1953 · 
1954 · 
1955 · 
1956 · 
1957 · 
1958 · 
1959 · 
1960 · 
1961 · 
1962 · 
1963 · 
1964 · 
1965 · 
1966 · 
1967 · 
1968 · 
1969 · 
1970 · 
1971 · 
1972 · 
1973 · 
1974 · 
1975 · 
1976 · 
1977 · 
1978 · 
1979 · 
1980 · 
1981 · 
1982 · 
1983 · 
1984 · 
1985 · 
1986 · 
1987 · 
1988 · 
1989 · 
1990 · 
1991 · 
1992 · 
1993 · 
1994 · 
1995 · 
1996 · 
1997 · 
1998 · 
1999 · 
2000 · 
2001 · 
2002 · 
2003 · 
2004 · 
2005 · 
2006 · 
2007 · 
2008 · 
2009 · 
2010 · 
2011 · 
2012 · 
2013 · 
2014 · 
2015 · 
2016 · 
2017 · 
2018 ·
2019 ·
2020
Albanië ·
Algerije ·
Andorra ·
Armenië ·
Azerbeidzjan ·
Bahrein ·
Barbados ·
België ·
Bermuda ·
Bolivia ·
Bosnië en Herzegovina ·
Brazilië ·
Bulgarije ·
Canada ·
Chili ·
China ·
Colombia ·
Costa Rica ·
Cyprus ·
Denemarken ·
DDR ·
(West-)Duitsland ·
Ecuador ·
Egypte ·
Engeland ·
Estland ·
Faeröer ·
Frankrijk ·
Georgië ·
Griekenland ·
Honduras ·
Hongarije ·
Ierland ·
IJsland ·
India ·
Irak ·
Israël ·
Italië ·
Japan ·
Jemen ·
Joegoslavië ·
Jordanië ·
Kameroen ·
Kazachstan ·
Koeweit ·
Kosovo ·
Kroatië ·
Letland ·
Liechtenstein ·
Litouwen ·
Luxemburg ·
Maleisië ·
Malta ·
Marokko ·
Mexico ·
Moldavië ·
Montenegro ·
Nederland ·
Noord-Ierland ·
Noord-Korea ·
Noord-Macedonië ·
Noorwegen ·
Oekraïne · 
Oman ·
Oostenrijk ·
Peru ·
Polen ·
Portugal ·
Qatar ·
Roemenië ·
Rusland ·
San Marino ·
Saoedi-Arabië ·
Schotland ·
Servië ·
Servië en Montenegro ·
Singapore ·
Slovenië ·
Slowakije ·
Sovjet-Unie ·
Spanje ·
Thailand ·
Trinidad en Tobago ·
Tsjechië ·
Tsjecho-Slowakije ·
Tunesië ·
Turkije ·
Uruguay ·
Verenigde Arabische Emiraten ·
Verenigde Staten ·
Wales ·
Wit-Rusland ·
Zuid-Korea ·
Zweden ·
Zwitserland
België (2021) · 
Denemarken (2021) · 
Rusland (2021)